# Communication supraluminique
La communication supraluminique est un processus hypothétique au cours duquel de l'information serait envoyée à une vitesse supérieure à celle de la lumière dans le vide. Le consensus scientifique actuel rejette la possibilité d'une communication plus rapide que la lumière et cette dernière n'a été démontrée par aucune expérimentation. Elle est considérée impossible car elle impliquerait, d'après les invariances de Lorentz, la possibilité de transmettre de l'information dans le passé (en). Cela engendrerait une panoplie de paradoxes temporels et contredirait la causalité.
Malgré cela, plusieurs théories et phénomènes liés à la communication supraluminique sont proposés et étudiés, faisant intervenir des concepts tels les tachyons, la non-localité quantique (en) et les trous de ver.
La communication supraluminique est un concept régulièrement utilisé en science-fiction.

## Non-localité quantique
Le principe de localité, enfreint à la suite de la violation des inégalités de Bell, ne remet pas en question le principe de causalité. En mécanique quantique, la réduction du paquet d'onde d'un système en intrication quantique fournit toujours un résultat intrinsèquement aléatoire et ne servirait pas à communiquer un message.

## Dans la culture populaire
- Dans les univers de fiction de Star Trek, Stargate et Star Wars, et quasiment tous les univers de fiction, les communications interstellaires sont effectuées grâce à des systèmes de transmission capables d'utiliser les propriétés supraluminique d'un "subespace" ou "hyperespace".
- Dans le roman de science-fiction Armada écrit par Ernest Cline et paru en 2015, les envahisseurs extraterrestres possèdent une technologie permettant une « communication quantique » instantanée à portée illimitée. Les êtres humains procèdent à son analyse et parviennent à s'approprier la technologie extra-terrestre[3].